# Potwór Spiegelmana
Potwór Spiegelmana – nazwa nadana liczącemu 218 nukleotydów łańcuchowi RNA replikowalnemu przez replikazę RNA. Termin pochodzi od nazwiska badacza, Sola Spiegelmana z University of Illinois at Urbana-Champaign, który w 1965 r. opisał proces powstawania wspomnianego łańcucha RNA.
Spiegelman wprowadził RNA pochodzące z prostego bakteriofaga Qβ do roztworu zawierającego RNA-replikazę (enzym katalizujący replikację RNA) Q-Beta Replicase, pochodzącą z tego samego wirusa, pewną ilość wolnych nukleotydów i soli mineralnych. W tym środowisku RNA zaczął ulegać replikacji. Następnie Spiegelman pobrał pewną ilość RNA i przeniósł je do innej probówki ze świeżym roztworem i ponownie przeprowadził replikację. Procedurę tę powtórzył wielokrotnie.
Krótsze łańcuchy RNA replikowały się szybciej, więc ich udział w całej puli powstających RNA wzrastał stopniowo w kolejnych powtórzeniach – zachodziła selekcja ze względu na szybkość. Po 74 pokoleniach pierwotny łańcuch, zawierający 4,5 tysiąca zasad, skurczył się do 218 jednostek. Tak krótkie RNA cechowała zdolność do bardzo szybkiej replikacji w stworzonych przez badacza nienaturalnych warunkach.
W 1997 Manfred Eigen i Frank Oehlenschlager pokazali, że potwór Spiegelmana może być jeszcze krótszy i składać się z 54 lub 48 reszt nukleotydowych. Oligonukleotydy te stanowiły po prostu miejsce wiążące użytej RNA-replikazy.
Manfred  Sumper i Rüdiger Luce z laboratorium Eigena do swojego eksperymentu zastosowali mieszaninę zawierającą jedynie nukleotydy i RNA-replikazę Qβ, ale bez matrycowego RNA. W odpowiednich warunkach spontanicznie tworzył się w niej samoreplikujący się RNA, ewoluujący do formy przypominającej potwora Spiegelmana.